# Zèids
Els zèids (Zeidae) són la família de peixos marins incluit en l'ordre Zeiformes, distribuïts per tots els oceans.

## Gèneres i espècies
Existeixen 6 espècies agrupades en 2 gèneres:
- Gènere Zenopsis (Gill, 1862)
  - Zenopsis conchifer (Lowe, 1852)
  - Zenopsis nebulosa (Temminck i Schlegel, 1845)
  - Zenopsis oblongus (Parin, 1989)
  - Zenopsis stabilispinosa (Nakabo, Bray y Yamada, 2006)
- Gènere Zeus (Linnaeus, 1758)
  - Zeus capensis (Valenciennes, 1835)
  - Zeus faber (Linnaeus, 1758)